# Europäischer Filmpreis 2007

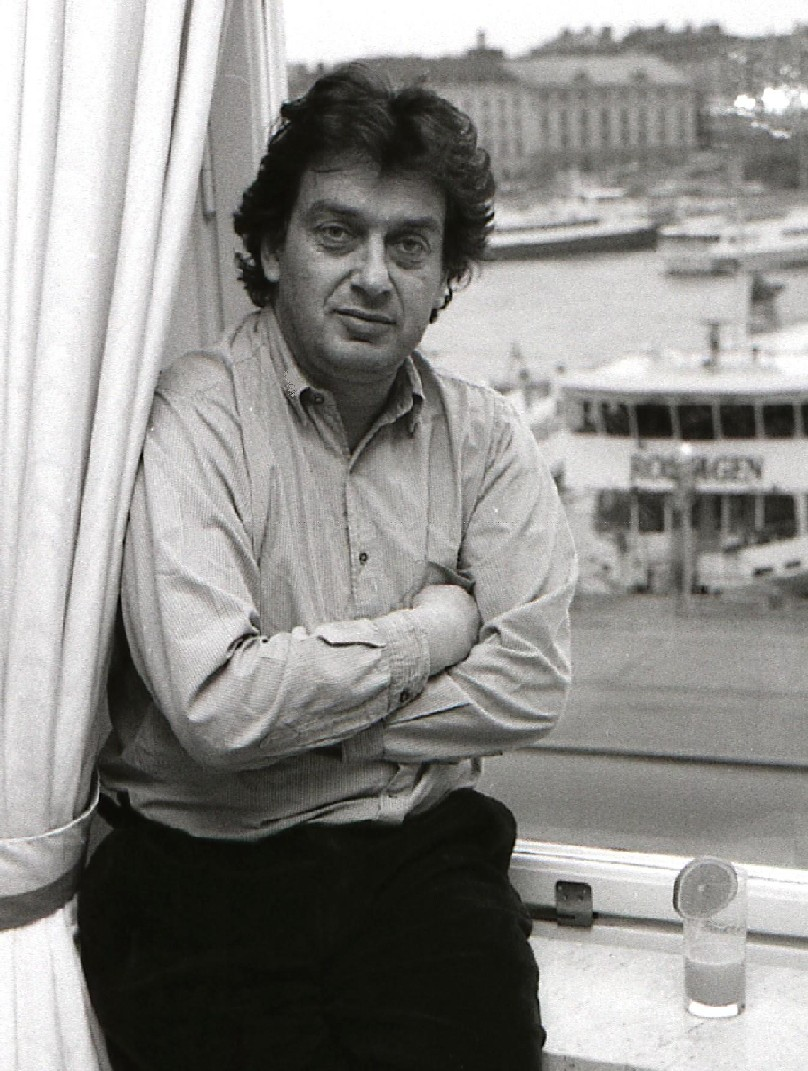
Der britische Filmregisseur Stephen Frears (Die Queen)

Der 20. Europäische Filmpreis wurde am 1. Dezember 2007 verliehen. Die Verleihung fand das zehnte Mal in Berlin statt. Die Moderation in der Arena Berlin übernahmen der deutsche Schauspieler Jan Josef Liefers und die französische Aktrice Emmanuelle Béart, 2002 selbst mit dem Europäischen Filmpreis als Beste Darstellerin ausgezeichnet. Die Gala wurde weltweit in 61 Ländern im Fernsehen ausgestrahlt, in Deutschland einen Tag später durch den deutsch-französischen Sender ARTE.
Die Nominierungen wurden von der Europäischen Filmakademie (EFA) am 3. November 2007 auf dem Filmfestival von Sevilla bekannt gegeben. Als Favoriten galten die Dramen Der letzte König von Schottland – In den Fängen der Macht und Die Queen der britischen Regisseure Kevin Macdonald und Stephen Frears. Die beiden Oscar-prämierten Filme kamen auf insgesamt fünf Nominierungen, hatten aber in den wichtigen Kategorien Film und Regie gegenüber Cristian Mungius 4 Monate, 3 Wochen und 2 Tage das Nachsehen. Mungius Drama, das schon einige Monate zuvor bei den Filmfestspielen von Cannes den Hauptpreis gewonnen hatte, erzählt die Geschichte zweier rumänischer Studentinnen, die im kommunistischen Rumänien unter Diktator Nicolae Ceaușescu planen, das ungeborene Kind der einen abtreiben zu lassen. Ebenfalls mit zwei Auszeichnungen waren Frears’ Die Queen (Beste Hauptdarstellerin, Beste Filmmusik), Eran Kolirins israelischer Beitrag Die Band von nebenan (Bester Hauptdarsteller, Bester Nachwuchsfilm) und Tom Tykwers Bestseller-Verfilmung Das Parfum – Die Geschichte eines Mörders (Beste Kamera, Prix D'Exellence) die in den technischen Kategorien punkten konnte. Der mitfavorisierte deutsche Beitrag Auf der anderen Seite von Fatih Akin wurde wie schon bei den Filmfestspielen von Cannes mit dem Drehbuchpreis gewürdigt. Aus österreichischer und Schweizer Sicht unberücksichtigt blieben Ulrich Seidls Drama Import Export und Bettina Oberlis Komödie Die Herbstzeitlosen, die ihr Land bei der Oscarverleihung 2008 vertreten werden.
Über die Gewinner der einzelnen Kategorien stimmten bis zur Verleihung die 1800 Mitglieder der Europäischen Filmakademie ab. Bereits im Vorfeld als Sieger fest standen der kambodschanische Filmemacher Rithy Panh, der deutsche Kameramann Michael Ballhaus und die französischen Regisseure Alain Resnais und Jean-Luc Godard. Panh erhielt für seinen Dokumentarfilm Le papier ne peut pas envelopper la braise, der das Leben von jungen Prostituierten in Phnom Penh dokumentiert, den Prix Arte; Resnais für Herzen den FIPRESCI-Preis. Ballhaus und Godard wurden für ihre Verdienste um den Film mit Ehrenpreisen gewürdigt. Letzterer blieb aber der Veranstaltung fern. Zu den weiteren Gästen der 20. Filmpreis-Verleihung zählten die Gründungsmitglieder Jeanne Moreau und Liv Ullmann, während als Laudatoren und Gastredner unter anderem Alicja Bachleda-Curuś, Jean-Marc Barr, Maria Grazia Cucinotta, Mehmet Kurtuluş, Virginie Ledoyen, Sergi López, Mads Mikkelsen, Maia Morgenstern, Johanna ter Steege und Maciej Stuhr auftraten. Musikalisch durch den Abend führte die finnische Band Leningrad Cowboys, die durch die Filme Aki Kaurismäkis internationale Bekanntheit erlangte.

## Gewinner und Nominierte

### Bester europäischer Film
4 Monate, 3 Wochen und 2 Tage (4 luni, 3 săptămâni și 2 zile) – Regie: Cristian Mungiu
- Auf der anderen Seite – Regie: Fatih Akin
- Der letzte König von Schottland – In den Fängen der Macht (The Last King of Scotland) – Regie: Kevin Macdonald
- La vie en rose (La Môme) – Regie: Olivier Dahan
- Persepolis – Regie: Vincent Paronnaud und Marjane Satrapi
- Die Queen (The Queen) – Regie: Stephen Frears

### Beste Regie
Cristian Mungiu – 4 Monate, 3 Wochen und 2 Tage (4 luni, 3 săptămâni și 2 zile)
- Fatih Akin – Auf der anderen Seite
- Roy Andersson – Das jüngste Gewitter (Du levande)
- Stephen Frears – Die Queen (The Queen)
- Kevin Macdonald – Der letzte König von Schottland – In den Fängen der Macht (The Last King of Scotland)
- Giuseppe Tornatore – Die Unbekannte (La sconosciuta)

### Bester Darsteller
Sasson Gabai – Die Band von nebenan (Bikur Ha-Tizmoret)
- Elio Germano – Mein Bruder ist ein Einzelkind (Mio fratello è figlio unico)
- James McAvoy – Der letzte König von Schottland – In den Fängen der Macht (The Last King of Scotland)
- Miki Manojlović – Irina Palm
- Michel Piccoli – Belle Toujours
- Ben Whishaw – Das Parfum – Die Geschichte eines Mörders

### Beste Darstellerin
Helen Mirren – Die Queen (The Queen)
- Marion Cotillard – La vie en rose (La Môme)
- Marianne Faithfull – Irina Palm
- Carice van Houten – Black Book (Zwartboek)
- Anamaria Marinca – 4 Monate, 3 Wochen und 2 Tage (4 luni, 3 săptămâni și 2 zile)
- Xenija Rappoport – Die Unbekannte (La sconosciuta)

### Bestes Drehbuch
Fatih Akin – Auf der anderen Seite
- Eran Kolirin – Die Band von nebenan (Bikur Ha-Tizmoret)
- Peter Morgan – Die Queen (The Queen)
- Cristian Mungiu – 4 Monate, 3 Wochen und 2 Tage (4 luni, 3 săptămâni și 2 zile)

### Beste Kamera
Frank Griebe – Das Parfum – Die Geschichte eines Mörders
- Anthony Dod Mantle – Der letzte König von Schottland – In den Fängen der Macht (The Last King of Scotland)
- Michail Kritschman – The Banishment (Изгнание; Isgnanije)
- Fabio Zamarion – Die Unbekannte (La sconosciuta)

### Beste Filmmusik
Alexandre Desplat – Die Queen (The Queen)
- Alex Heffes – Der letzte König von Schottland – In den Fängen der Macht (The Last King of Scotland)
- Dejan Pejović – Gucha (Guca!)
- Tom Tykwer, Johnny Klimek und Reinhold Heil – Das Parfum – Die Geschichte eines Mörders

### Prix D'Exellence
Uli Hanisch – Szenenbild in Das Parfum – Die Geschichte eines Mörders
- Annette Focks, Jörg Höhne, Robin Pohle und Andreas Ruft – Ton in Vier Minuten
- Didier Lavergne – Make-Up in La vie en rose (La Môme)
- Francesca Sartori – Kostüme in Alatriste

### Bester Nachwuchsfilm
Die Band von nebenan (Bikur Ha-Tizmoret) – Regie: Eran Kolirin
- Control – Regie: Anton Corbijn
- Gegenüber – Regie: Jan Bonny
- Takva – Gottesfurcht (Takva) – Regie: Özer Kızıltan

### Bester Dokumentarfilm (Prix Arte)
Le papier ne peut pas envelopper la braise – Regie: Rithy Panh
- Heimatklänge – Regie: Stefan Schwietert
- Am Limit – Regie: Pepe Danquart
- Belarusian Waltz – Regie: Andrzej Fidyk
- Forever – Regie: Heddy Honigmann
- Malon 9 Kohavim  – Regie: Ido Haar
- Ou est l'amour dans la palmeraie? – Regie: Jérôme Le Maire
- Radzvod po Albanski – Regie: Adela Peewa
- The Monastery – Regie: Pernille Rose Grønkjær

### Bester Kurzfilm (Prix UIP)
Alumbramiento – Regie: Eduardo Chapero-Jackson
- Adjustment – Regie: Ian Mackinnon
- Amin – Regie: David Dusa
- Dad – Regie: Daniel Mulloy
- Le dinner – Regie: Cécile Vernant
- Dreams and Desires: Family Ties – Regie: Joanna Quinn
- Kwiz – Regie: Renaud Callebaut
- Plot Point – Regie: Nicolas Provost
- Rotten Apple – Regie: Raliza Petrowa
- Salvador – Regie: Abdelatif Hwidar
- Soft – Regie: Simon Ellis
- Tokyo Jim – Regie: Jamie Rafn
- Tommy – Regie: Ole Giæver

### Europäischer Publikumspreis – Bester Film
Die Unbekannte (La sconosciuta) – Regie: Giuseppe Tornatore
- 2 Tage Paris (Deux jours à Paris) – Regie: Julie Delpy
- 12:08 East of Bucharest (A fost sau n-a fost?) – Regie: Corneliu Porumboiu
- Black Book (Zwartboek) – Regie: Paul Verhoeven
- Alatriste – Regie: Agustín Díaz Yanes
- Ich habe den englischen König bedient (Obsluhoval jsem anglického krále) – Regie: Jiří Menzel
- Der letzte König von Schottland – In den Fängen der Macht (The Last King of Scotland) – Regie: Kevin Macdonald
- Das Parfum – Die Geschichte eines Mörders – Regie: Tom Tykwer
- Die Queen (The Queen) – Regie: Stephen Frears
- Auf Anfang [: reprise] (Reprise) – Regie: Joachim Trier
- La vie en rose (La Môme) – Regie: Olivier Dahan

### Filmkritikerpreis Prix Fipresci
Alain Resnais – Herzen (Cœurs)

### Beste europäische Leistung im Weltkino
Michael Ballhaus

### Europäischer Filmpreis für ein Lebenswerk
Jean-Luc Godard

### Ehrenpreis
Manoel de Oliveira